# Droppskinn
Droppskinn (Dacryobolus sudans) är en svampart som först beskrevs av Alb. & Schwein., och fick sitt nu gällande namn av Elias Fries 1849. Enligt Catalogue of Life ingår Droppskinn i släktet Dacryobolus,  och familjen Fomitopsidaceae, men enligt Dyntaxa är tillhörigheten istället släktet Dacryobolus,  och familjen Meruliaceae. Arten är reproducerande i Sverige. Inga underarter finns listade i Catalogue of Life.